# Eduard Smutný
Eduard Smutný (6. února 1944 – 1993) byl československým konstruktérem počítačů a mikropočítačů. V 80. letech byl na špičce konstruktérů mikropočítačů. Autor a konstruktér mikropočítačů ONDRA a SAPI-1. Eduard Smutný měl bratra-dvojče Tomáše Smutného.

## Úvod
Eduard Smutný vyrůstal v podmínkách, kdy byl trh v socialistickém Československu uzavřen - nemohly do něj oficiálně proudit nové produkty ze západních zemí za železnou oponou a USA, tudíž vývoj prvních československých počítačů šel vlastním směrem. Většina těchto strojů byla postavena ze součástek ze zemí RVHP. Technické inovace vznikaly buď těžkopádně ve vývojových kancelářích, nebo jednoduše okopírováním zahraniční techniky a jejím aplikováním. Touto činností se také zabýval Eduard Smutný. Trh byl okleštěn ani ne tak díky embargu západních zemí na dodávky moderních technologií, jako spíš kvůli nedostatku tvrdé valuty způsobenému technickou zaostalostí a konkurenceneschopností výrobků ze zemí RVHP na mezinárodním trhu. Moderní součástky se pašovaly buď individuálně, nebo ve spolupráci se západními firmami, které embargo nebraly příliš vážně a byly ochotné riskovat falešné celní deklarace. Díky tomu patřila ČSSR vedle NDR, MLR, BLR, SSSR, Malajsie, Singapuru, Jižní Koreje, Čínské republiky na Tchaj-wanu, Filipín, Japonska, USA aj. mezi několik málo zemí schopných vyrábět mikroprocesory, byť okopírované bez svolení původních výrobců.

## Počítače, které Eduard Smutný vyvinul
Prvním počítačem, který Ing. Smutný vyvinul v Tesle Elstroj koncem 60. let, byl jednoúčelový počítač k řízení elektronového mikroskopu pro Teslu Rožnov.

### SAPI-12
V roce 1969 byl zaměstnán v Tesle Elstroj (vývoj), kde se na něj obrátil jeho bratr Tomáš Smutný, že se mu podařilo získat izraelský minipočítač ELBIT-100 [1]. Eduard na jeho základě zkonstruovat minipočítač JPR-12 (Jednotka Programového Řízení). K procesorovému modulu JPR-12 byla vyvinuta konfigurovatelná stavebnice nazvaná SAPI-12 určená především k řízení technologických procesů nebo jako laboratorní počítač pro měření a sběr dat. Z tohoto počítače byla dále vyvinuta verze JPR-13 postavená na základě procesorových řezů řady 3000.

### SAPI-12R
Dalším typem řídicího počítače, který Ing. Smutný vyvinul koncem 70. let v Tesle Elstroj, byl nazvaný JPR-12R (konfigurovatelná stavebnice pak SAPI-R). Tento počítač byl architekturou kompatibilní s minipočítačem PDP-11, konkrétně šlo o klon procesoru KD11B (např. PDP-11/05) s použitím součástek dostupných v RVHP. Počítač byl vyráběn od roku 1980 v Tesle Strašnice

### SAPI-1
Autorem JPR-1 (Jednotka Programového řízení) potažmo SAPI-1 jako takového je Ing. Eduard Smutný. Zrod počítače se datuje někdy do roku 1982 či o něco málo dříve. První zmínka o SAPI-1 je z počátku roku 1983 a to z časopisu Amatérské rádio/B83/1-2 (Amatérské rádio řada B (modré pro konstruktéry), ročník 1983 číslo 1 a 2), kde je podrobně popsán základní systém. Konkrétně se jedná o desky ARB-1, JPR-1, ANK-1, REM-1, AND-1, PDK-1 a BDK-1 déle jsou zde popsány přípravky pro oživení TST-01 až TST-03, předvýrobní JZS-1 (Jednotka Zdroje a Sběrnice) a rovněž programové vybavení MIKROBASIC. Při zahájení výroby byl celý konfigurovatelný systém založený na JPR-1 pojmenován SAPI-1. SAPI-1 drží primát mezi československými počítači v tom, že byl uveřejněn stavební návod/dokumentace v době, kdy se teprve chystal do výroby. Díky tomuto počinu nastal bouřlivý rozvoj systému v našich zemích v rámci možností tehdejší doby. Z původně zamýšleného jednoduchého stavebnicového systému, založeného na jednodeskovém počítači JPR-1, se během přibližně tří let SAPI-1 rozrostlo do plnohodnotného systému, umožňujícího provoz CP/M či rozšíření o další sběrnicové jednotky (vany), kterých mohlo být až 15. Díky stavebnicové koncepci a otevřenosti systému vzniklo velké množství rozšiřujících karet. [2]

### SAPI-1Z
Písmeno Z znamená procesor Z80, respektive jeho ekvivalent U880D z NDR. Při implementaci operačního systému CP/M se totiž ukázalo, že na procesoru 8080 nefungují některé novější programy jako například Turbo Pascal. Proto ing. Eduard Smutný navrhl novou procesorovou desku JPR-1Z, založenou na tomto procesoru. Rychlost bohužel musela být kvůli časování sběrnice shodná s původní JPR-1. Na rozdíl od ní už ale JPR-1Z nemohla fungovat jako samostatný systém. Důvodem je, že JPR-1Z neobsahovala vlastní paměť RAM, pouze 1-2KB EPROM se zaváděcím programem. Bylo tedy nutné připojit minimálně desku s RAM. EPROM se zaváděcím programem bylo možné po zavedení systému úplně odpojit instrukcí OUT z paměťového prostoru procesoru a uvolnit tak její místo pro případnou jinou paměť.
Při té příležitosti se modernizovaly i některé další desky.
RAM-1Z se vyráběla ve třech variantách 16, 32 a 64KB. Varianty se lišily pouze tím, kolik osmic DRAM 4116 bylo zapájeno. Počáteční adresa v 64KB adresním prostoru procesoru byla měnitelná propojkami na desce, bylo tedy možné používat například 32KB verzi a v případě potřeby pomocí další 32KB desky doplnit druhých 32KB.
Modernizovaná byla i deska displeje AND-1Z. Odstranilo se blikání při zápisu do videopaměti, zvětšil se počet znaků na řádek na 64. Přidala se kompletní sada českých znaků podle normy KOI-8 a s tím se změnil i rastr znaků z 5*7 na 6*12, Znaky vypadají lépe a mezi řádky textu vznikly mezery, které jednak zlepšují čitelnost a také poskytují prostor pro diakritiku. Česká písmena tedy nejsou deformovaná a jsou od svých sousedů oddělená prázdnými linkami. Zavedla se i semigrafika. Nebyla to ale klasická grafika, s možností ovládat jednotlivé pixely. Plocha každého znaku byla rozdělena na 6 těsně sousedících dílků po způsobu šestky na hrací kostce postavené nastojato. Každý s těchto dílků bylo možné samostatně ovládat. Mimoto soubor znaků obsahoval znaky pro orámování a tvorbu tabulek. Bylo tedy možné kreslit poměrně přehledné tabulky a technologické diagramy.
Řadič floppy disku RPD-1Z byl od základů přestavěn. Už to nebylo dvoudeskové monstrum plné TTL obvodů ale jen jedna deska, na které byl ekvivalent řadiče disku i8272, stejného, jako používá i PC. Na desce byl i ekvivalent obvodu pro přímý přístup do paměti DMA, i8257 takže o přenos dat se nemusel starat procesor. Po přepojení propojky na desce uměl řadič i dvojitou hustotu záznamu, takže po připojení 5 1/4 nebo 3 1/2 mechaniky bylo možné používat obvyklé formáty 360 a 720 KB DS DD, tak, jako jiné počítače té doby.
Protože se nezměnilo časování sběrnice a s výjimkou jednoho pinu ani její zapojení, je možné použít všech ostatních desek z početné rodiny SAPI-1.
Tak jako v případě SAPI-1 byly na konci roku 1985 nové desky nejprve popsány v modrém Amatérském rádiu (a spolu s nimi ještě několik zajímavých desek) a od následujícího roku začala výroba.

### Ondra
Eduard Smutný je i autorem mikropočítače ONDRA, který sestrojil společně s Janem Bastlem a Janem Merclem. Tento počítač vznikal v roce 1985, první nápad se zrodil v září 1985 a v listopadu už bylo prvních pět hotových kusů vystavených na výstavě Elektronizace a Automatizace 1985.[3]
Ondra SPO (samočinný počítač) 186 je československý osmibitový počítač vyvinutý v roce 1985 v Tesle Liberec pro použití ve školách a domácnostech. Jméno je odvozeno od křestního jména syna Eduarda Smutného, který trpěl mozkovou obrnou a práce s klávesnicí mu pomáhala trénovat porušenou motoriku prstů. Ondra je postaven na základu počítače Sinclair ZX 81 a klávesnice je vyrobena v Tesle Jihlava.
K mikropočítači ONDRA byl dodáván napáječ, který po připojení na síť dával stejnosměrné napětí 8 V/0,8 A. V mikropočítači je regulátor MA7805, který „vyrábí“ jediné napájecí napětí pro všechny obvody +5 V. Odběr mikropočítače je malý, protože v něm jsou použity výhradně obvody technologií NMOS nebo TTL, LS, až na jednu výjimku (MH74188).
Klávesnice byla v podstatě membránová. Membrána byla tvarována nad každým kontaktem, takže bylo dosaženo určitého zdvihu tlačítek a charakteristického zvuku. Tlačítka byla nad membránou a byla z plastické hmoty s popisem speciálním pro ONDRU. I když je tlačítek pouze 37, vystačila pro malá a velká písmena, pro číslice i českou malou i velkou abecedu. Čtyři tlačítka jsou vyhrazena pro ovládání kursoru. Tlačítka pro přeřazení jsou také čtyři. Jedno přeřazuje malá a velká písmena, jedno písmena a grafické znaky (+-%?! atd.). Další tlačítko přeřazuje na čs. znaky s diakritickými znaménky a poslední na číslo 0 až 9. Přeřazení lze ponechat ve funkci déle, než na znak, který při něm píšeme; dá se říci, že ho můžeme „uzamknout“ tlačítkem CNTRL. Dále je na klávesnici obvyklé „dlouhé“ tlačítko pro mezeru a tlačítko pro návrat vozu CR. Stav přeřazení je indikován dvěma svítivými diodami vlevo nad klávesnicí. V programech bylo stisknutí tlačítka doprovázeno akustickým signálem. Rozměr tlačítek je 15x10 mm a rozměr čtyřřadového pole tlačítek 200x50 mm. V mikropočítači je použit mikroprocesor U880D z NDR. Jeho hodinový kmitočet je 2 MHz. Při běžné činnosti však v každém snímku obrazovky připojeného TV přijímače pracuje mikroprocesor pouze pět milisekund a 15 ms je odpojen a probíhá zobrazení v režimu DMA (Direct Memory Acces). Tím bylo dosaženo jednoduchého zapojení.
Mikropočítač má přímo vyveden video výstup, podobně jako deska AND-1 systému SAPI-1. Na pětidutinkovém konektoru pro video je však i vývod napájení pro modulátor.
Bodový kmitočet, to znamená hodinový kmitočet posuvného registru v mikropočítači, je 8 MHz. Zobrazíme-li na jedné řádce střídavě černé a bílé body (celkem 320), bude kmitočet videosignálu 4 MHz, což vyhovuje pro kvalitní zobrazení na TV přijímači. Mikropočítač zobrazuje pouze černobíle. Všechna zobrazení (písmena, číslice) jsou kreslena graficky, to znamená, že mikropočítač nemá pro generátor znaků speciální integrovaný obvod. Programově je však generátor znaků přístupný v paměti ROM a je převzat z počítačů IBM PC. Pro kreslení diakritických znamének byl rastr jednoho znaku zvětšen z 8x8 (IBM) na 8x12. Celkové rozlišení je 320 bodů v horizontálním směru a 240 bodů ve vertikálním směru vychylování; převedeno na znaky je to 40 znaků ve 20 řádcích.
K mikropočítači ONDRA lze připojit tiskárny, které mají interface typu Centronics. V podstatě to je 8 dat a signál STROBE a potvrzení ACK. Další vstup a výstup (bit z tiskárny a do tiskárny) slouží jako rezerva. Mikropočítač ONDRA má na konektoru pro tiskárnu vyvedeno pět vstupů (4 směry a jedno tlačítko) a jeden výstup pro snímání „kniplu“. Knipl nebyl bohužel nikdy vyroben. V mikropočítači je akustický měnič, použitý například v přístroji STIMUL nebo v klávesnici ANK-1. Mikropočítač umí programově generovat 7 tónů v rozsahu 200 Hz až 1000 Hz.
Zapojení generátoru tónů je převzato z AR (časopis Amatérské rádio) 1/85, s. 20 a AR 7/83, s. 257.
V mikropočítači je zesilovač k zesílení signálu z magnetofonu. Dáte je v mikropočítači relé pro ovládání pohybu pásku v magnetofonu. Signál pro záznam na magnetofon je ovládán přímo bitem portu, takže lze simulovat záznamy jiných mikropočítačů. Vstup je také pouze bitový. Rychlost záznamu je 2400 Bd. U mikropočítače lze zvolit, má-li být pohyb pásky v magnetofonu ovládán sepnutím, nebo rozpojením kontaktu.
Kapacita paměti RAM je 64 KB. Navíc jsou v mikropočítači dvě objímky na dvě paměti EPROM nebo ROM (2716, 2732, 2764), takže kapacita paměti EPROM je až 16 KB. Mapování adresového prostoru RAM, EPROM a klávesnice je řízeno dvěma bity vnitřního portu. Mikropočítač má tlačítko RESET, které je zapojeno na vstup NMI procesoru U880D.
Mikropočítače Ondra se vyrobilo 1000 kusů. Tento stroj, díky svým jednoduchým zapojením a zveřejněným nákresem plošných spojů zaujal domácí kutily natolik, že se Ondra stal vyhledávaným artiklem mnoha domácích dílen. Eduard Smutný byl autorem několika publikací, které publikoval nakladatelství Svazarmu v roce 1991. Jedná se o publikace Dálkový kurz číslicové techniky č. 1-4.

### Ostatní počítače
Kromě výše uvedených počítačů Ing. Smutný vyvinul a uvedl do výroby také SAPI-80, SAPI-1A, z šestnáctibitových založených na i8088 také SAPI-86, PC16NB a FK-1. Dále navrhl zapojení počítače TNS HC-16 pro JZD AK Slušovice, jako náhradu za TNS HC-08.

## Rodina a přátelé
Se svým bratrem Tomášem Smutným dále oba působili v kroužku 602. základní organizace Svazarmu, kde se oba snažili dětem přiblížit problematiku mikropočítačů, počítačů a programování. Kroužek ve své době navštěvoval i František Fuka. Fuka se poté stal známým programátorem a tvůrcem her, zakladatelem vydavatelství Fuxoft.
Starším bratrem Eduarda Smutného byl kameraman Vladimír Smutný a mladší sestrou je herečka Jitka Smutná.
Eduard Smutný měl dva syny a dceru. Zemřel v roce 1993 po neúspěšné transplantaci ledviny.